# PEC in het seizoen 1966/67
Het seizoen 1966/1967 was het 56e jaar in het bestaan van de Zwolse voetbalclub PEC. De club kwam uit in de Tweede divisie en eindigde daarin op de achtste plaats.

## Wedstrijdstatistieken

### Tweede divisie
| 1e speelronde                                                   | Hermes DVS                                                                     | 2 – 1 (1 – 0) | PEC                                                                       |
| 7 augustus 1966 Plaats: Schiedam Harga                          | Wil Jansen 22' Wim Klein 48'                                                   |               | 70' Ben Hendriks                                                          |
| 2e speelronde                                                   | PEC                                                                            | 1 – 1 (0 – 0) | Veendam                                                                   |
| 14 augustus 1966 Plaats: Zwolle De Vrolijkheid                  | Aad Verschoof 73'                                                              |               | 85' Henk Georg                                                            |
| 3e speelronde                                                   | Roda JC                                                                        | 2 – 1 (1 – 1) | PEC                                                                       |
| 21 augustus 1966 Plaats: Kerkrade Kaalheide                     | Giel Stevelmans 16' Wim Langenhuizen 80'                                       |               | 30' Cees Kick                                                             |
| 4e speelronde                                                   | Fortuna                                                                        | 3 – 0 (1 – 0) | PEC                                                                       |
| 27 augustus 1966 Plaats: Vlaardingen Floreslaan                 | Maarten van der Zwan 21' Ed Verweel 71' Jerrie Kruit 80'                       |               |                                                                           |
| 5e speelronde                                                   | PEC                                                                            | 6 – 0 (2 – 0) | Baronie                                                                   |
| 28 augustus 1966 Plaats: Zwolle De Vrolijkheid                  | Benny Carelsz 39', 60', 85' Joop Schuman 43', 64' Gerrit Brugmans              |               |                                                                           |
| 6e speelronde                                                   | Zwolsche Boys                                                                  | 0 – 1 (0 – 0) | PEC                                                                       |
| 3 september 1966 Plaats: Zwolle Gemeentelijk Sportpark          |                                                                                |               | 63' Jan van Rooijen                                                       |
| 7e speelronde                                                   | Limburgia                                                                      | 2 – 3 (1 – 1) | PEC                                                                       |
| 4 september 1966 Plaats: Brunssum Venweg                        | Hermans 43' Dieter Gresens 80'                                                 |               | 30', –' Benny Carelsz 60' Cees Kick                                       |
| 8e speelronde                                                   | PEC                                                                            | 3 – 2 (2 – 1) | Tubantia                                                                  |
| 11 september 1966 Plaats: Zwolle De Vrolijkheid                 | Joop Schuman 19' Jan van Rooijen 30' Wim van der Heide 69'                     |               | 16' Hans Hammink Ben Wiggers                                              |
| 9e speelronde                                                   | PEC                                                                            | 0 – 3 (0 – 0) | HVC                                                                       |
| 18 september 1966 Plaats: Zwolle De Vrolijkheid                 |                                                                                |               | 51' Leen van der Lugt 56' Henk van Dijk 71' Bennie Marcus                 |
| 10e speelronde                                                  | Wilhelmina                                                                     | 0 – 1 (0 – 0) | PEC                                                                       |
| 25 september 1966 Plaats: 's-Hertogenbosch De Wolfsdonken       |                                                                                |               | 65' Ben Hendriks                                                          |
| 11e speelronde                                                  | PEC                                                                            | 3 – 2 (1 – 0) | EDO                                                                       |
| 2 oktober 1966 Plaats: Zwolle De Vrolijkheid                    | Joop Schuman 15' Benny Carelsz 66' Cees Kick 89'                               |               | 68' Frits van Putten 77' Joop Koene                                       |
| 12e speelronde                                                  | Haarlem                                                                        | 3 – 0 (1 – 0) | PEC                                                                       |
| 9 oktober 1966 Plaats: Haarlem Jan Gijzenkade                   | Piet Hoeben 20', 50' Wietze Couperus 70'                                       |               |                                                                           |
| 13e speelronde                                                  | PEC                                                                            | 1 – 2 (1 – 1) | Heerenveen                                                                |
| 16 oktober 1966 Plaats: Zwolle De Vrolijkheid                   | Joop Schuman 33'                                                               |               | 17' Henk Prinsen 75' Hendrik Nijnuis                                      |
| 14e speelronde                                                  | Excelsior                                                                      | 4 – 3 (3 – 2) | PEC                                                                       |
| 23 oktober 1966 Plaats: Rotterdam Woudestein                    | Gerrit Brugmans 17' (e.d.) Dick Beek 41' Hans Bassant 44' Joop Stuivenberg 73' |               | 16' (e.d.) Gerrit Butter 24' Ger Schuurman 55' Wim van der Heide          |
| 15e speelronde                                                  | PEC                                                                            | 2 – 1 (1 – 1) | SC Gooiland                                                               |
| 30 oktober 1966 Plaats: Zwolle De Vrolijkheid                   | Cees Kick 17' Dick van Ekeren 83'                                              |               | 15' Paul Kramer                                                           |
| 16e speelronde                                                  | PEC                                                                            | 1 – 1 (0 – 1) | FC VVV                                                                    |
| 6 november 1966 Plaats: Zwolle De Vrolijkheid                   | Dick van Ekeren 65'                                                            |               | 42' Frans Derix                                                           |
| 17e speelronde                                                  | Hilversum                                                                      | 2 – 4 (2 – 0) | PEC                                                                       |
| 13 november 1966 Plaats: Hilversum Gemeentelijk Sportpark       | Eddy Westbroek 1' Wijnands 5'                                                  |               | –', –' Joop Schuman 73', –' Benny Carelsz                                 |
| 18e speelronde                                                  | PEC                                                                            | 1 – 3 (0 – 1) | Helmondia '55                                                             |
| 20 november 1966 Plaats: Zwolle De Vrolijkheid                  | Jan van Rooijen 65'                                                            |               | 28', 77', 87' Toine van Laar                                              |
| 19e speelronde                                                  | ZFC                                                                            | 3 – 2 (2 – 1) | PEC                                                                       |
| 27 november 1966 Plaats: Zaandam Westzanerdijk                  | Harry Polman 9', 20', 75'                                                      |               | 3' Wim van der Heide 76' (e.d.) Tjeerd Koopman                            |
| 20e speelronde                                                  | PEC                                                                            | 3 – 1 (2 – 1) | AGOVV                                                                     |
| 4 december 1966 Plaats: Zwolle De Vrolijkheid                   | Joop Schuman 33' Cees Kick 40' Jan van Rooijen 65'                             |               | 43' Adrie van Galen Last                                                  |
| 21e speelronde                                                  | FC VVV                                                                         | 0 – 1 (0 – 0) | PEC                                                                       |
| 26 december 1966 Plaats: Venlo De Kraal                         |                                                                                |               | 65' (e.d.) Jan van 't Hek                                                 |
| 22e speelronde                                                  | PEC                                                                            | 5 – 2 (0 – 2) | Wageningen                                                                |
| 8 januari 1967 Plaats: Zwolle De Vrolijkheid                    | Cees Kick –' (pen.) Joop Schuman –', –', –', –', 85'                           |               | 8' Henny Roelofs Piet Dielissen                                           |
| 23e speelronde                                                  | HVC                                                                            | 3 – 2 (2 – 0) | PEC                                                                       |
| 15 januari 1967 Plaats: Amersfoort Birkhoven                    | Henk van Dijk 11' Mosje Temming 34' Werner Weigel 78'                          |               | 47' Gerrit Brugmans 81' Jan Koops                                         |
| 24e speelronde                                                  | PEC                                                                            | 3 – 1 (1 – 1) | Zwolsche Boys                                                             |
| 22 januari 1967 Plaats: Zwolle De Vrolijkheid                   | Ben Spanhaak 21' Benny Carelsz 72' Joop Schuman 84'                            |               | 44' Sytze de Vries                                                        |
| 25e speelronde                                                  | PEC                                                                            | 2 – 2 (2 – 1) | Fortuna                                                                   |
| 29 januari 1967 Plaats: Zwolle De Vrolijkheid                   | Wim van der Heide 13' Gerrit Brugmans 32'                                      |               | 35' (e.d.) Jan Koops 49' Wim Freriks                                      |
| 26e speelronde                                                  | PEC                                                                            | 0 – 2 (0 – 1) | Hermes DVS                                                                |
| 12 februari 1967 Plaats: Zwolle De Vrolijkheid                  |                                                                                |               | 38', 70' Cees van Kooten                                                  |
| 27e speelronde                                                  | PEC                                                                            | 2 – 1 (1 – 0) | Roda JC                                                                   |
| 26 februari 1967 Plaats: Zwolle De Vrolijkheid                  | Jan van Rooijen 38' Wim van der Heide 52'                                      |               | 53' Fred Gillissen                                                        |
| 28e speelronde                                                  | Baronie                                                                        | 1 – 2 (1 – 0) | PEC                                                                       |
| 4 maart 1967 Plaats: Breda Sportpark De Blauwe KeiDe Blauwe Kei | Ad van den Broek 27'                                                           |               | 76' John Abma 79' Jan van Rooijen                                         |
| 29e speelronde                                                  | PEC                                                                            | 1 – 0 (0 – 0) | Limburgia                                                                 |
| 12 maart 1967 Plaats: Zwolle De Vrolijkheid                     | John Abma 87'                                                                  |               |                                                                           |
| 30e speelronde                                                  | Tubantia                                                                       | 0 – 3 (0 – 2) | PEC                                                                       |
| 19 maart 1967 Plaats: Hengelo Veldwijk                          |                                                                                |               | 25', 87' Joop Schuman 45' Jan van Rooijen                                 |
| 31e speelronde                                                  | NOAD                                                                           | 0 – 1 (0 – 0) | PEC                                                                       |
| 25 maart 1967 Plaats: Tilburg Gemeentelijk Sportpark            |                                                                                |               | 65' Joop Schuman                                                          |
| 32e speelronde                                                  | PEC                                                                            | 1 – 0 (0 – 0) | NOAD                                                                      |
| 27 maart 1967 Plaats: Zwolle De Vrolijkheid                     | Joop Schuman 47'                                                               |               |                                                                           |
| 33e speelronde                                                  | PEC                                                                            | 4 – 0 (1 – 0) | Wilhelmina                                                                |
| 2 april 1967 Plaats: Zwolle De Vrolijkheid                      | Cees Kick 4' Wim van der Heide 25' Joop Schuman 28', 33'                       |               |                                                                           |
| 34e speelronde                                                  | EDO                                                                            | 0 – 3 (0 – 3) | PEC                                                                       |
| 9 april 1967 Plaats: Haarlem Noordersportpark                   |                                                                                |               | 6' Wim van der Heide 28' Jan van Rooijen 36' Joop Schuman                 |
| 35e speelronde                                                  | Veendam                                                                        | 2 – 2 (1 – 0) | PEC                                                                       |
| 12 april 1967 Plaats: Veendam De Langeleegte                    | Rikkert La Crois 16' Piet van Dam 51'                                          |               | 59' Theo Kok 83' Jan van Rooijen                                          |
| 36e speelronde                                                  | SC Gooiland                                                                    | 3 – 0 (1 – 0) | PEC                                                                       |
| 16 april 1967 Plaats: Hilversum Gemeentelijk Sportpark          | Ronald Krant 6', 87' Johan Jansen 74'                                          |               |                                                                           |
| 37e speelronde                                                  | PEC                                                                            | 1 – 4 (0 – 2) | Haarlem                                                                   |
| 23 april 1967 Plaats: Zwolle De Vrolijkheid                     | Cees Kick 78' (pen.)                                                           |               | 11' Arnold van Haren 30' Wietze Couperus 73' Piet Hoeben 88' Maup Kruijer |
| 38e speelronde                                                  | Heerenveen                                                                     | 3 – 4 (0 – 2) | PEC                                                                       |
| 30 april 1967 Plaats: Heerenveen Gemeentelijk Sportpark         | Jan Boerema 54', 77' Hendrik Nijnhuis 69'                                      |               | 30' Wim van der Heide 43', 72', 78' Ben Hendriks                          |
| 39e speelronde                                                  | Helmondia '55                                                                  | 1 – 1 (0 – 1) | PEC                                                                       |
| 4 mei 1967 Plaats: Helmond De Braak                             | Wim van den Berk 68'                                                           |               | 5' Jan van Rooijen                                                        |
| 40e speelronde                                                  | PEC                                                                            | 1 – 1 (1 – 0) | Hilversum                                                                 |
| 7 mei 1967 Plaats: Zwolle De Vrolijkheid                        | Benny Carelsz 36'                                                              |               | 62' Martin de Nooy                                                        |
| 41e speelronde                                                  | PEC                                                                            | 2 – 0 (2 – 0) | Excelsior                                                                 |
| 15 mei 1967 Plaats: Zwolle De Vrolijkheid                       | Benny Carelsz 1' Joop Schuman 21'                                              |               |                                                                           |
| 42e speelronde                                                  | Wageningen                                                                     | 2 – 1 (2 – 1) | PEC                                                                       |
| 21 mei 1967 Plaats: Wageningen Wageningse Berg                  | Henny Roelofs 46' Freddy van de Weerd 88'                                      |               | 24' Joop Schuman                                                          |
| 43e speelronde                                                  | PEC                                                                            | 1 – 3 (1 – 2) | ZFC                                                                       |
| 28 mei 1967 Plaats: Zwolle De Vrolijkheid                       | Benny Carelsz 30'                                                              |               | 23' Ab ten Broek 37' Jan Brouwer Harry Polman                             |
| 44e speelronde                                                  | AGOVV                                                                          | 0 – 2 (0 – 1) | PEC                                                                       |
| 4 juni 1967 Plaats: Apeldoorn Berg & Bos                        |                                                                                |               | Jan van Rooijen Wim van der Heide                                         |

## Selectie en technische staf

### Selectie 1966/67
| Nr.           | Nat.               | Naam                        | Competitie | Competitie | Totaal     | Totaal     | Seizoen    | Vorige club         | Debuut     |            |            |            |            |            |
| Nr.           | Nat.               | Naam                        | W          |            | W          |            | Seizoen    | Vorige club         | Debuut     |            |            |            |            |            |
| Doelmannen    | Doelmannen         | Doelmannen                  | Doelmannen | Doelmannen | Doelmannen | Doelmannen | Doelmannen | Doelmannen          | Doelmannen | Doelmannen | Doelmannen | Doelmannen | Doelmannen | Doelmannen |
| ------------- | ------------------ | --------------------------- | ---------- | ---------- | ---------- | ---------- | ---------- | ------------------- | ---------- | ---------- | ---------- | ---------- | ---------- | ---------- |
| -             | Vlag van Nederland | Henk Buursink               | –          | 0          | –          | 0          | 2e         | Tubantia            | –          |            |            |            |            |            |
| -             | Vlag van Nederland | Henk Nijland                | –          | 0          | –          | 0          | 5e         | ZAC                 | –          |            |            |            |            |            |
| Verdedigers   |                    |                             |            |            |            |            |            |                     |            |            |            |            |            |            |
| -             | Vlag van Nederland | Gerrit Brugmans             | –          | 3          | –          | 3          | 2e         | Heracles            | –          |            |            |            |            |            |
| -             | Vlag van Nederland | Gerrit (Puck) van der Horst | –          | 0          | –          | 0          | 2e         | Vitesse             | –          |            |            |            |            |            |
| -             | Vlag van Nederland | Jan Koops                   | –          | 1          | –          | 1          | –          | Onbekend            | –          |            |            |            |            |            |
| -             | Vlag van Nederland | Ger Schuurman               | –          | 1          | –          | 1          | 2e         | Zwolsche Boys       | –          |            |            |            |            |            |
| -             | Vlag van Nederland | Bart Severijnse             | –          | 0          | –          | 0          | 1e         | De Volewijckers     | –          |            |            |            |            |            |
| -             | Vlag van Nederland | Ben Spanhaak                | –          | 1          | –          | 1          | 1e         | Jeugd               | –          |            |            |            |            |            |
| Middenvelders |                    |                             |            |            |            |            |            |                     |            |            |            |            |            |            |
| -             | Vlag van Nederland | Benny Carelsz               | –          | 12         | –          | 12         | 1e         | Onbekend            | –          |            |            |            |            |            |
| -             | Vlag van Nederland | Ben Hendriks                | –          | 5          | –          | 5          | 3e         | Zwolsche Boys       | –          |            |            |            |            |            |
| -             | Vlag van Nederland | Jan van Rooijen             | –          | 11         | –          | 11         | 5e         | De Noormannen (ama) | –          |            |            |            |            |            |
| -             | Vlag van Nederland | Weustink                    | –          | 0          | –          | 0          | –          | Onbekend            | –          |            |            |            |            |            |
| Aanvallers    |                    |                             |            |            |            |            |            |                     |            |            |            |            |            |            |
| -             | Vlag van Nederland | John Abma                   | –          | 2          | –          | 2          | –          | KHC (ama)           | –          |            |            |            |            |            |
| -             | Vlag van Nederland | Henk ten Brink              | –          | 0          | –          | 0          | 1e         | Tubantia            | –          |            |            |            |            |            |
| -             | Vlag van Nederland | Dick van Ekeren             | –          | 2          | –          | 2          | 7e         | AGOVV               | –          |            |            |            |            |            |
| -             | Vlag van Nederland | Wim van der Heide           | –          | 9          | –          | 9          | 2e         | Heracles            | –          |            |            |            |            |            |
| -             | Vlag van Nederland | Cees Kick                   | –          | 8          | –          | 8          | 1e         | De Volewijckers     | –          |            |            |            |            |            |
| -             | Vlag van Nederland | Theo Kok                    | –          | 1          | –          | 1          | –          | Onbekend            | –          |            |            |            |            |            |
| -             | Vlag van Nederland | Joop Schuman                | –          | 22         | –          | 22         | 10e        | Heracles            | –          |            |            |            |            |            |
| -             | Vlag van Nederland | Aad Verschoof               | –          | 1          | –          | 1          | 1e         | Hermes DVS          | –          |            |            |            |            |            |
| Nr.           | Nat.               | Naam                        | W          |            | W          |            | Seizoen    | Vorige club         | Debuut     |            |            |            |            |            |
| Nr.           | Nat.               | Naam                        | Competitie | Competitie | Totaal     | Totaal     | Seizoen    | Vorige club         | Debuut     |            |            |            |            |            |

### Technische staf
| Naam          | Functie      |
| ------------- | ------------ |
| Jan van Asten | Hoofdtrainer |

## Statistieken PEC 1966/1967

### Eindstand PEC in de Nederlandse Tweede divisie 1966 / 1967
| Stand | Gespeeld | Gewonnen | Gelijk | Verloren | Punten | Doelpunten voor | Doelpunten tegen |
| ----- | -------- | -------- | ------ | -------- | ------ | --------------- | ---------------- |
| 8e    | 44       | 23       | 6      | 15       | 52     | 82              | 68               |

### Topscorers
| Competitie \| # \| Naam \| \| \| ---------------- \| ------------------------- \| -- \| \| 1. \| Joop Schuman \| 22 \| \| 2. \| Benny Carelsz \| 12 \| \| 3. \| Jan van Rooijen \| 11 \| \| 4. \| Wim van der Heide \| 9 \| \| 5. \| Cees Kick \| 8 \| \| 6. \| Ben Hendriks \| 5 \| \| 7. \| Gerrit Brugmans \| 3 \| \| 8. \| John Abma \| 2 \| \| 8. \| Dick van Ekeren \| 2 \| \| 10. \| Theo Kok \| 1 \| \| 10. \| Jan Koops \| 1 \| \| 10. \| Ben Spanhaak \| 1 \| \| 10. \| Ger Schuurman \| 1 \| \| 10. \| Aad Verschoof \| 1 \| \| Eigen doelpunten \| \| \| \| – \| Gerrit Butter (Excelsior) \| 1 \| \| – \| Jan van 't Hek (FC VVV) \| 1 \| \| – \| Tjeerd Koopman (ZFC) \| 1 \| \| Totaal \| Totaal \| 82 \| |                           |      |
| # | Naam                      | Goal |
| 1. | Joop Schuman              | 22   |
| 2. | Benny Carelsz             | 12   |
| 3. | Jan van Rooijen           | 11   |
| 4. | Wim van der Heide         | 9    |
| 5. | Cees Kick                 | 8    |
| 6. | Ben Hendriks              | 5    |
| 7. | Gerrit Brugmans           | 3    |
| 8. | John Abma                 | 2    |
| 8. | Dick van Ekeren           | 2    |
| 10. | Theo Kok                  | 1    |
| 10. | Jan Koops                 | 1    |
| 10. | Ben Spanhaak              | 1    |
| 10. | Ger Schuurman             | 1    |
| 10. | Aad Verschoof             | 1    |
| Eigen doelpunten |                           |      |
| – | Gerrit Butter (Excelsior) | 1    |
| – | Jan van 't Hek (FC VVV)   | 1    |
| – | Tjeerd Koopman (ZFC)      | 1    |
| Totaal | Totaal                    | 82   |

### Punten per speelronde
| Speelronde | 1 | 2 | 3 | 4 | 5 | 6 | 7 | 8 | 9 | 10 | 11 | 12 | 13 | 14 | 15 | 16 | 17 | 18 | 19 | 20 | 21 | 22 | 23 | 24 | 25 | 26 | 27 | 28 | 29 | 30 | 31 | 32 | 33 | 34 | 35 | 36 | 37 | 38 | 39 | 40 | 41 | 42 | 43 | 44 |
| ---------- | - | - | - | - | - | - | - | - | - | -- | -- | -- | -- | -- | -- | -- | -- | -- | -- | -- | -- | -- | -- | -- | -- | -- | -- | -- | -- | -- | -- | -- | -- | -- | -- | -- | -- | -- | -- | -- | -- | -- | -- | -- |
| Punten     | 0 | 1 | 0 | 0 | 2 | 2 | 2 | 2 | 0 | 2  | 2  | 0  | 0  | 0  | 2  | 1  | 2  | 0  | 0  | 2  | 2  | 2  | 0  | 2  | 1  | 0  | 2  | 2  | 2  | 2  | 2  | 2  | 2  | 2  | 1  | 0  | 0  | 2  | 1  | 1  | 2  | 0  | 0  | 2  |

### Punten na speelronde
| Speelronde | 1 | 2 | 3 | 4 | 5 | 6 | 7 | 8 | 9 | 10 | 11 | 12 | 13 | 14 | 15 | 16 | 17 | 18 | 19 | 20 | 21 | 22 | 23 | 24 | 25 | 26 | 27 | 28 | 29 | 30 | 31 | 32 | 33 | 34 | 35 | 36 | 37 | 38 | 39 | 40 | 41 | 42 | 43 | 44 |
| ---------- | - | - | - | - | - | - | - | - | - | -- | -- | -- | -- | -- | -- | -- | -- | -- | -- | -- | -- | -- | -- | -- | -- | -- | -- | -- | -- | -- | -- | -- | -- | -- | -- | -- | -- | -- | -- | -- | -- | -- | -- | -- |
| Punten     | 0 | 1 | 1 | 1 | 3 | 5 | 7 | 9 | 9 | 11 | 13 | 13 | 13 | 13 | 15 | 16 | 18 | 18 | 18 | 20 | 22 | 24 | 24 | 26 | 27 | 27 | 29 | 31 | 33 | 35 | 37 | 39 | 41 | 43 | 44 | 44 | 44 | 46 | 47 | 48 | 50 | 50 | 50 | 52 |

### Stand na speelronde
| Speelronde | 1   | 2   | 3   | 4   | 5   | 6   | 7   | 8  | 9   | 10  | 11 | 12 | 13  | 14  | 15  | 16  | 17  | 18  | 19  | 20  | 21  | 22  | 23  | 24  | 25  | 26  | 27  | 28  | 29  | 30  | 31 | 32 | 33 | 34 | 35 | 36 | 37 | 38 | 39 | 40 | 41 | 42 | 43 | 44 |
| ---------- | --- | --- | --- | --- | --- | --- | --- | -- | --- | --- | -- | -- | --- | --- | --- | --- | --- | --- | --- | --- | --- | --- | --- | --- | --- | --- | --- | --- | --- | --- | -- | -- | -- | -- | -- | -- | -- | -- | -- | -- | -- | -- | -- | -- |
| Stand      | 17e | 14e | 19e | 21e | 17e | 14e | 11e | 9e | 11e | 10e | 7e | 9e | 12e | 13e | 11e | 11e | 10e | 14e | 16e | 15e | 12e | 11e | 12e | 12e | 11e | 12e | 12e | 10e | 11e | 10e | 9e | 8e | 8e | 7e | 7e | 8e | 8e | 8e | 8e | 8e | 8e | 9e | 9e | 8e |

### Doelpunten per speelronde
| Speelronde | 1 | 2 | 3 | 4 | 5 | 6 | 7 | 8 | 9 | 10 | 11 | 12 | 13 | 14 | 15 | 16 | 17 | 18 | 19 | 20 | 21 | 22 | 23 | 24 | 25 | 26 | 27 | 28 | 29 | 30 | 31 | 32 | 33 | 34 | 35 | 36 | 37 | 38 | 39 | 40 | 41 | 42 | 43 | 44 | Totaal |
| ---------- | - | - | - | - | - | - | - | - | - | -- | -- | -- | -- | -- | -- | -- | -- | -- | -- | -- | -- | -- | -- | -- | -- | -- | -- | -- | -- | -- | -- | -- | -- | -- | -- | -- | -- | -- | -- | -- | -- | -- | -- | -- | ------ |
| Doelpunten | 1 | 1 | 1 | 3 | 6 | 1 | 3 | 3 | 0 | 1  | 3  | 0  | 1  | 3  | 2  | 1  | 4  | 1  | 2  | 3  | 1  | 5  | 2  | 3  | 2  | 0  | 2  | 2  | 1  | 3  | 1  | 1  | 4  | 3  | 2  | 0  | 1  | 4  | 1  | 1  | 2  | 1  | 1  | 2  | 82     |

## Voetnoten
AGOVV · Baronie · EDO · Excelsior · Fortuna · Gooiland · Haarlem · Heerenveen · Helmondia '55 · Hermes DVS · Hilversum · HVC · Limburgia · NOAD · PEC · Roda JC · Tubantia · Veendam · FC VVV · Wageningen · Wilhelmina · ZFC · Zwolsche Boys